# Wilfried Kanon
Serge Wilfried Kanon (ur. 6 lipca 1993 w Abidżanie) – iworyjski piłkarz grający na pozycji środkowego obrońcy. Od 2014 roku jest piłkarzem klubu ADO Den Haag.

## Kariera klubowa
Swoją karierę piłkarską Kanon rozpoczął we włoskim klubie Empoli FC, gdzie grał w juniorskich i młodzieżowych zespołach. W 2012 roku został piłkarzem rumuńskiej Glorii Bystrzyca. W rumuńskiej ekstraklasie zadebiutował 22 lipca 2012 w przegranym 1:2 domowym meczu z Astrą Giurgiu. Na koniec sezonu 2012/2013 spadł z Glorią do drugiej ligi.
Latem 2013 Kanon przeszedł do innego rumuńskiego klubu, Corony Braszów. Swój ligowy debiut zaliczył w nim 22 lipca 2013 w przegranym 0:1 domowym meczu z Oțelulem Gałacz. W Coronie, która na koniec sezonu 2013/2014 spadła z ligi, spędził rundę jesienną.
Na początku 2014 roku Kanon przeszedł do ADO Den Haag. Swój debiut w tym klubie zanotował 25 stycznia 2014 w zwycięskim 3:2 domowym meczu z Feyenoordem.
| Sezon   | Klub             | Kraj     | Rozgrywki  | Mecze | Bramki |
| ------- | ---------------- | -------- | ---------- | ----- | ------ |
| 2011/12 | Gloria Bystrzyca | Rumunia  | Liga I     | 25    | 0      |
| 2012/13 | Corona Braszów   | Rumunia  | Liga I     | 5     | 0      |
| 2013/14 | ADO Den Haag     | Holandia | Eredivisie | 9     | 0      |
| 2014/15 | ADO Den Haag     | Holandia | Eredivisie | 15    | 0      |

## Kariera reprezentacyjna
W reprezentacji Wybrzeża Kości Słoniowej Kanon zadebiutował 11 stycznia 2015 roku w wygranym 1:0 towarzyskim meczu z Nigerią, rozegranym w Abu Zabi. W 2015 roku został powołany do kadry na Puchar Narodów Afryki 2015. Zagrał na nim w sześciu meczach: zremisowanych 1:1 z Gwineą i z Mali, wygranym 1:0 z Kamerunem i wygranym 3:1 ćwierćfinale z Algierią, wygranym 3:1 półfinale z Demokratyczną Republiką Konga (strzelił w nim gola) i finale z Ghaną (0:0, karne 9:8). Wraz z kadrą narodową zwyciężył w tym turnieju.